# Liste der Basiliken in den deutschsprachigen Ländern

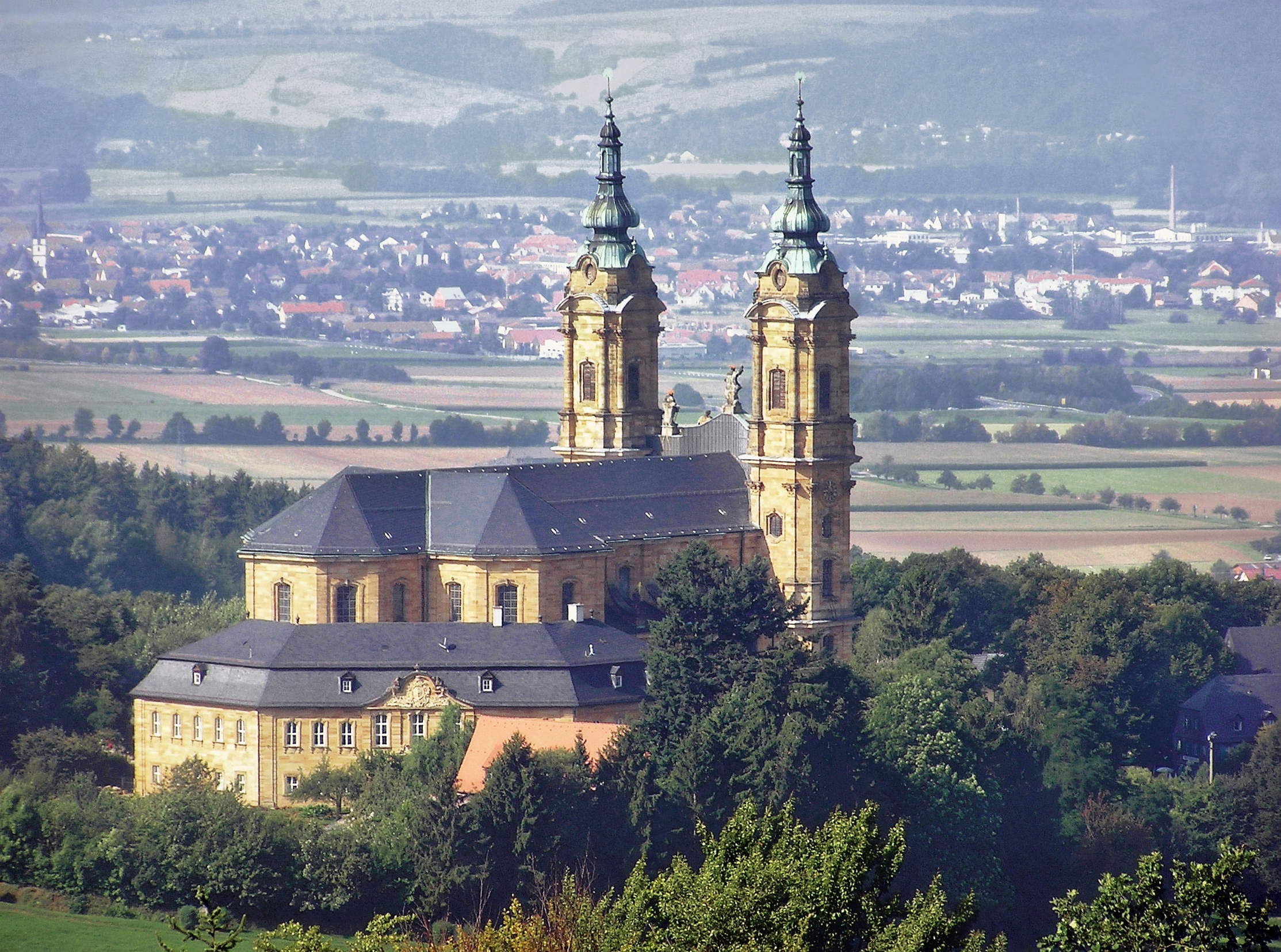
Basilika Vierzehnheiligen bei Bad Staffelstein

Diese Liste der Basiliken in den deutschsprachigen Ländern enthält die Basilicae minores in Deutschland, Österreich, Schweiz, Luxemburg, Elsass und Ostlothringen, Südtirol und den ehemaligen deutschen Ostgebieten.

## Deutschland

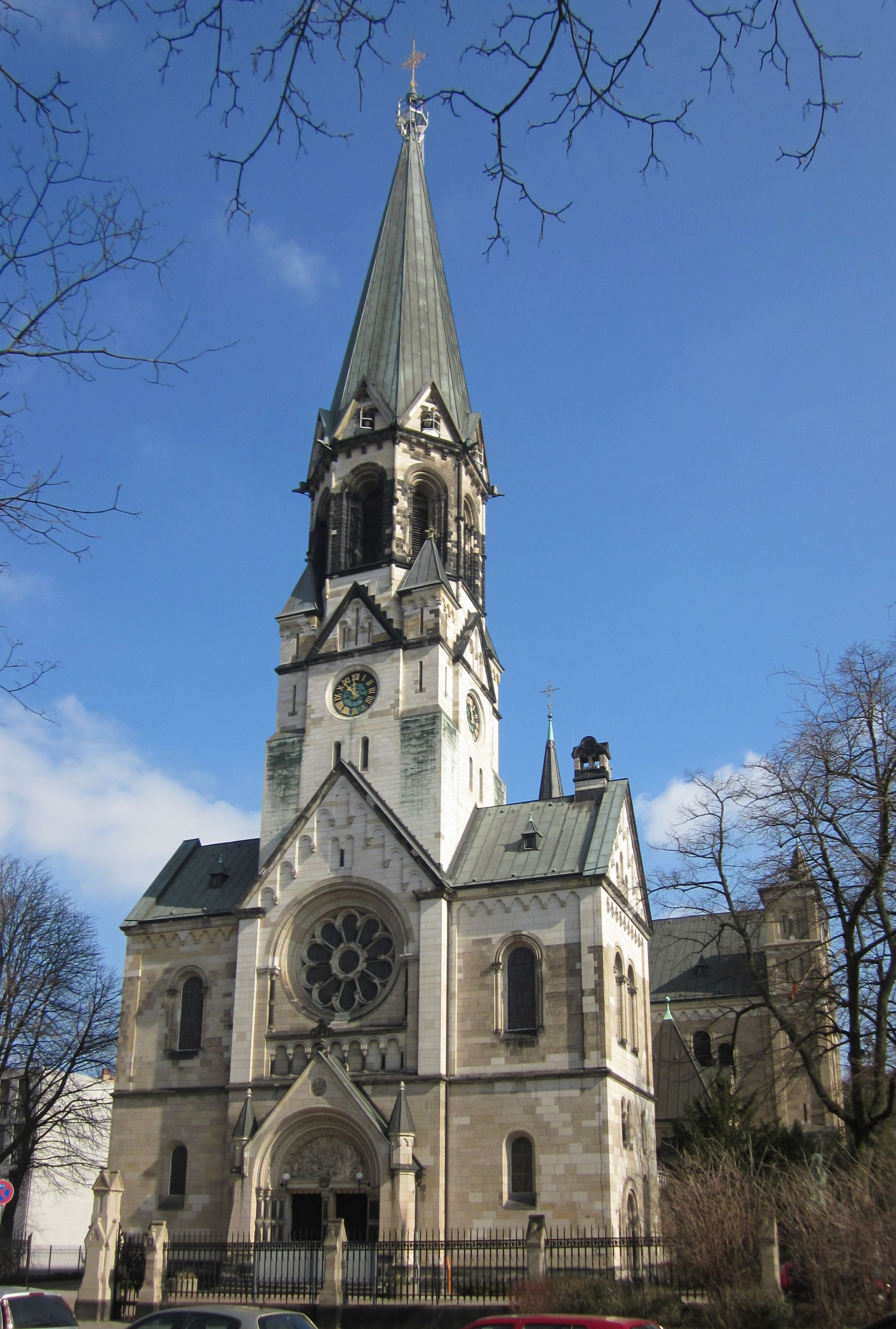
Johannes-Basilika, Berlin

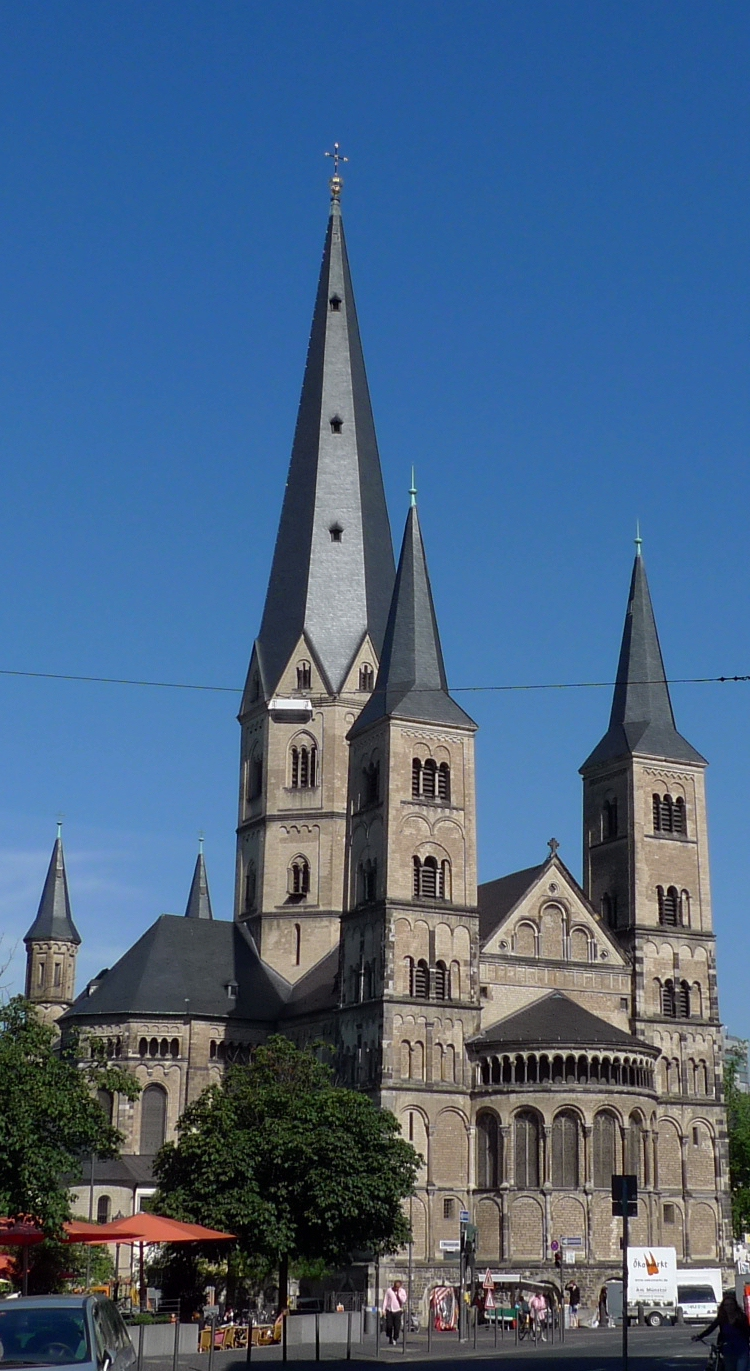
Bonner Münster

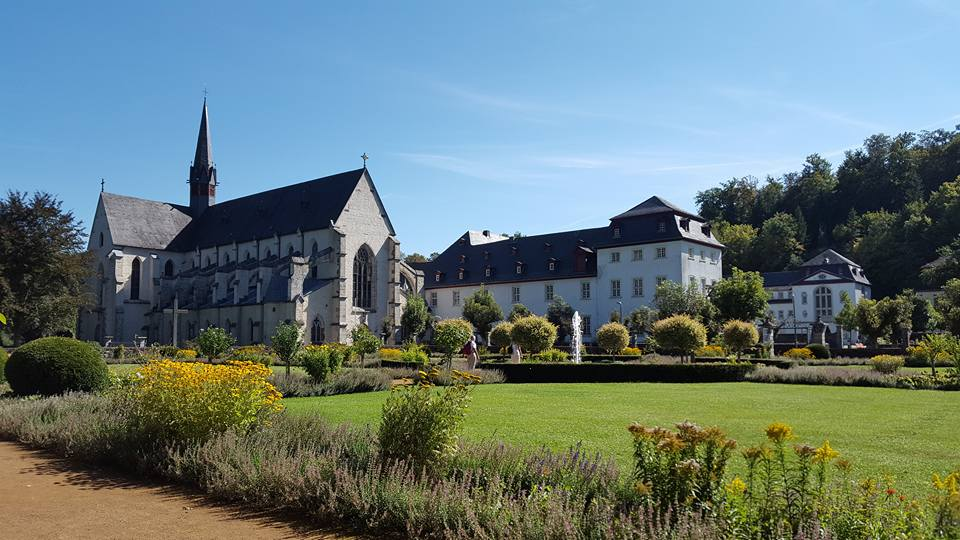
Basilika „Unsere Liebe Frau von Marienstatt“ (Abtei Marienstatt)

(79 Basilicae minores)
| Ort                       | Name der Basilika                                     | Erz-/Bistum                 | Jahr der Ernennung |
| ------------------------- | ----------------------------------------------------- | --------------------------- | ------------------ |
| Altenstadt                | St. Michael                                           | Bistum Augsburg             | 1965               |
| Altötting                 | St. Anna                                              | Bistum Passau               | 1913               |
| Amberg                    | St. Martin                                            | Bistum Regensburg           | 1980               |
| Aschaffenburg             | St. Peter und Alexander                               | Bistum Würzburg             | 1958               |
| Augsburg                  | St. Ulrich und Afra                                   | Bistum Augsburg             | 1937               |
| Bad Staffelstein          | Vierzehnheiligen                                      | Erzbistum Bamberg           | 1897               |
| Bamberg                   | Dom St. Peter und Georg                               | Erzbistum Bamberg           | 1923               |
| Benediktbeuern            | St. Benedikt                                          | Bistum Augsburg             | 1972               |
| Berlin-Mitte              | St. Hedwig                                            | Erzbistum Berlin            | 1927               |
| Berlin-Neukölln           | St. Johannes                                          | Erzbistum Berlin            | 1906               |
| Berlin-Steglitz           | Rosenkranz-Basilika                                   | Erzbistum Berlin            | 1950               |
| Bethen                    | St. Maria, Mutter der Sieben Schmerzen                | Bistum Münster              | 1977               |
| Bingen                    | St. Martin                                            | Bistum Mainz                | 1930               |
| Bonn                      | Bonner Münster St. Martin                             | Erzbistum Köln              | 1956               |
| Boppard                   | St. Severus                                           | Bistum Trier                | 2015               |
| Dillingen an der Donau    | St. Peter                                             | Bistum Augsburg             | 1979               |
| Dormagen                  | Kloster Knechtsteden, St. Maria-Magdalena und Andreas | Erzbistum Köln              | 1974               |
| Duderstadt                | St. Cyriakus                                          | Bistum Hildesheim           | 2015               |
| Düsseldorf-Altstadt       | St. Lambertus                                         | Erzbistum Köln              | 1974               |
| Düsseldorf-Gerresheim     | St. Margareta                                         | Erzbistum Köln              | 1982               |
| Düsseldorf-Kaiserswerth   | St. Suitbertus                                        | Erzbistum Köln              | 1967               |
| Ellwangen                 | St. Vitus                                             | Bistum Rottenburg-Stuttgart | 1964               |
| Essen-Werden              | St. Ludgerus                                          | Bistum Essen                | 1993               |
| Ettal                     | Klosterkirche St. Mariä Himmelfahrt                   | Erzbistum München-Freising  | 1920               |
| Fritzlar                  | Dom St. Peter                                         | Bistum Fulda                | 2004               |
| Glees-Maria Laach         | St. Maria am See                                      | Bistum Trier                | 1926               |
| Gößweinstein              | Heiligste Dreifaltigkeit                              | Erzbistum Bamberg           | 1948               |
| Hannover                  | St. Clemens                                           | Bistum Hildesheim           | 1998               |
| Herrieden                 | Stiftsbasilika St. Vitus und St. Deocar               | Bistum Eichstätt            | 2010               |
| Hildesheim                | St. Godehard                                          | Bistum Hildesheim           | 1963               |
| Ingolstadt                | Franziskanerbasilika St. Mariä Himmelfahrt            | Bistum Eichstätt            | 1964               |
| Kall-Steinfeld            | Basilika St. Potentinus, Felicius und Simplicius      | Bistum Aachen               | 1960               |
| Kempten                   | St. Lorenz                                            | Bistum Augsburg             | 1969               |
| Kevelaer                  | Basilika Aufnahme Mariens in den Himmel               | Bistum Münster              | 1923               |
| Kiedrich                  | St. Valentinus und Dionysius                          | Bistum Limburg              | 2010               |
| Koblenz                   | St. Kastor                                            | Bistum Trier                | 1991               |
| Köln                      | St. Ursula                                            | Erzbistum Köln              | 1920               |
| Köln                      | St. Kunibert                                          | Erzbistum Köln              | 1998               |
| Köln                      | St. Gereon                                            | Erzbistum Köln              | 1920               |
| Köln                      | St. Severin                                           | Erzbistum Köln              | 1953               |
| Köln                      | St. Aposteln                                          | Erzbistum Köln              | 1965               |
| Köln                      | St. Maria im Kapitol                                  | Erzbistum Köln              | 1965               |
| Konstanz                  | Münster Unserer Lieben Frau                           | Erzbistum Freiburg          | 1955               |
| Landshut                  | St. Martin                                            | Erzbistum München-Freising  | 2001               |
| Lippetal                  | Wallfahrtskirche St. Ida                              | Bistum Münster              | 2011               |
| Marktleugast-Marienweiher | Mariä Heimsuchung                                     | Erzbistum Bamberg           | 1993               |
| Mönchengladbach           | Münster St. Vitus                                     | Bistum Aachen               | 1974               |
| Neuss                     | St.-Quirinus-Münster                                  | Erzbistum Köln              | 2009               |
| Niddatal-Ilbenstadt       | St. Maria, Petrus und Paulus                          | Bistum Mainz                | 1929               |
| Niederalteich             | Abteikirche                                           | Bistum Passau               | 1932               |
| Ochsenhausen              | St. Georg                                             | Bistum Rottenburg-Stuttgart | 2019               |
| Osterhofen-Altenmarkt     | St. Margaretha                                        | Bistum Passau               | 1982               |
| Ottobeuren                | St. Alexander und Theodor                             | Bistum Augsburg             | 1926               |
| Prüm                      | Sankt-Salvator-Basilika                               | Bistum Trier                | 1950               |
| Reichenau-Mittelzell      | Münster St. Maria und Markus                          | Erzbistum Freiburg          | 2024               |
| Regensburg                | Stiftskirche zur Alten Kapelle                        | Bistum Regensburg           | 1964               |
| Regensburg                | St. Emmeram                                           | Bistum Regensburg           | 1964               |
| Saarbrücken               | St. Johann                                            | Bistum Trier                | 1975               |
| St. Wendel                | Wendalinusbasilika                                    | Bistum Trier                | 1960               |
| Scheyern                  | Klosterkirche Heilig Kreuz und Mariä Himmelfahrt      | Erzbistum München-Freising  | 1979               |
| Seligenstadt              | Einhard-Basilika St. Marcellinus und Petrus           | Bistum Mainz                | 1925               |
| Speyer                    | Kaiser- und Mariendom                                 | Bistum Speyer               | 1925               |
| Straubing                 | St. Jakob                                             | Bistum Regensburg           | 1989               |
| Streithausen-Marienstatt  | Unsere Liebe Frau von Marienstatt                     | Bistum Limburg              | 1927               |
| Trier                     | Benediktinerabtei St. Matthias                        | Bistum Trier                | 1920               |
| Trier                     | Liebfrauen und St. Laurentius                         | Bistum Trier                | 1951               |
| Trier                     | St. Paulin                                            | Bistum Trier                | 1958               |
| Tuntenhausen              | St. Mariä Himmelfahrt                                 | Erzbistum München-Freising  | 1942               |
| Uhldingen-Mühlhofen       | Wallfahrtskirche Birnau                               | Erzbistum Freiburg          | 1971               |
| Ulm-Wiblingen             | Klosterkirche St. Martin Wiblingen                    | Bistum Rottenburg-Stuttgart | 1993               |
| Waldsassen                | Stiftsbasilika Waldsassen                             | Bistum Regensburg           | 1969               |
| Walldürn                  | Zum Heiligen Blut und St. Georg                       | Erzbistum Freiburg          | 1962               |
| Wechselburg               | Hl. Kreuz                                             | Bistum Dresden-Meißen       | 2018               |
| Weingarten                | St. Martin und Oswald                                 | Bistum Rottenburg-Stuttgart | 1956               |
| Wemding                   | Wallfahrtskirche Maria Brünnlein                      | Bistum Eichstätt            | 1998               |
| Werl                      | Wallfahrtskirche Mariä Heimsuchung                    | Erzbistum Paderborn         | 1953               |
| Worms                     | Dom St. Peter                                         | Bistum Mainz                | 1925               |
| Wuppertal                 | St. Laurentius                                        | Erzbistum Köln              | 2013               |
| Xanten                    | St. Viktor                                            | Bistum Münster              | 1937               |

## Österreich
(35 Basilicae minores)
| Ort                                   | Name der Basilika                                 | Patrozinium                             | Jahr der Ernennung |
| ------------------------------------- | ------------------------------------------------- | --------------------------------------- | ------------------ |
| Mariazell                             | Basilika von Mariazell                            | Unsere Liebe Frau                       | 1907               |
| Hall in Tirol                         | Herz-Jesu-Basilika                                | Herz Jesu                               | 1914               |
| Wien                                  | Basilika Maria Rotunda (Dominikanerkirche)        | Maria Rosenkranzkönigin                 | 1927               |
| Seckau                                | Basilika Seckau                                   | Mariä Himmelfahrt                       | 1930               |
| Klosterneuburg                        | Stiftskirche Klosterneuburg                       | Mariä Geburt                            | 1936               |
| Maria Taferl                          | Wallfahrtskirche Maria Taferl                     | Maria Mater Dolorosa                    | 1947               |
| Wien                                  | Piaristenkirche Maria Treu                        | Maria                                   | 1949               |
| Bergheim                              | Maria Plain                                       | Unsere Liebe Frau, Mariä Himmelfahrt    | 1951               |
| Attnang-Puchheim                      | Wallfahrtsbasilika Maria Puchheim                 | Unsere Liebe Frau, Hilfe der Christen   | 1951               |
| Geras                                 | Basilika Unserer Lieben Frau                      | Mariä Geburt                            | 1953               |
| Mold bei Horn                         | Basilika Maria Dreieichen                         | Maria Mater Dolorosa                    | 1957               |
| Innsbruck-Wilten                      | Unsere Liebe Frau von der unbefleckten Empfängnis | Unsere Liebe Frau                       | 1957               |
| Wien                                  | Basilika Unserer Lieben Frau zu den Schotten      | Unsere Liebe Frau                       | 1958               |
| Sonntagberg                           | Basilika Sonntagberg                              | Dreifaltigkeit und Erzengel Michael     | 1964               |
| Linz-Pöstlingberg                     | Basilika Sieben Schmerzen Mariä                   | Maria Mater Dolorosa                    | 1964               |
| Enns-Lorch                            | Basilika St. Laurenz                              | Laurentius von Rom                      | 1970               |
| Lilienfeld                            | Stiftskirche Mariä Himmelfahrt                    | Mariä Himmelfahrt                       | 1976               |
| Rein                                  | Stiftskirche Mariä Himmelfahrt                    | Mariä Himmelfahrt                       | 1979               |
| Stams                                 | Zisterzienserstiftskirche Mariä Himmelfahrt       | Mariä Himmelfahrt                       | 1984               |
| Rankweil                              | Liebfrauenbasilika                                | Unsere Liebe Frau                       | 1985               |
| Maria Luggau (Ortsteil von Lesachtal) | Pfarr- und Wallfahrtskirche Maria Schnee          | Maria Schnee                            | 1986               |
| Maria Roggendorf                      | Pfarr- und Wallfahrtskirche Mariä Geburt          | Mariä Geburt                            | 1988               |
| Frauenkirchen                         | Basilika Frauenkirchen                            | Mariä Geburt                            | 1990               |
| Loretto                               | Basilika Maria Loretto                            | Mariä-Empfängnis-Kirche, Lorettokapelle | 1997               |
| St. Florian                           | Stift Sankt Florian                               | Florian von Lorch                       | 1999               |
| Absam                                 | St. Michael, „Marienbasilika“                     | Erzengel Michael                        | 1999               |
| Graz                                  | Basilika Mariatrost                               | Maria Trösterin der Betrübten           | 1999               |
| Mondsee                               | Basilika Mondsee                                  | Erzengel Michael                        | 2005               |
| Klein-Mariazell                       | Basilika Klein-Mariazell                          | Mariä Himmelfahrt                       | 2007               |
| Kramsach-Mariathal                    | Wallfahrtskirche Mariathal                        | Dominikus de Guzmán                     | 2008               |
| Güssing                               | Klosterkirche Güssing                             | Mariä Heimsuchung                       | 2013               |
| St. Andrä im Lavanttal                | Wallfahrtskirche Maria Loreto                     | Mariä Himmelfahrt                       | 2014               |
| Weiz                                  | Schmerzhafte Muttergottes am Weizberg             | Maria Mater Dolorosa                    | 2017               |
| Bildstein                             | Wallfahrtskirche Bildstein                        | Mariä Heimsuchung                       | 2018               |
| Mariapfarr                            | Wallfahrtsbasilika Mariapfarr                     | Mariä Himmelfahrt                       | 2018               |

## Schweiz

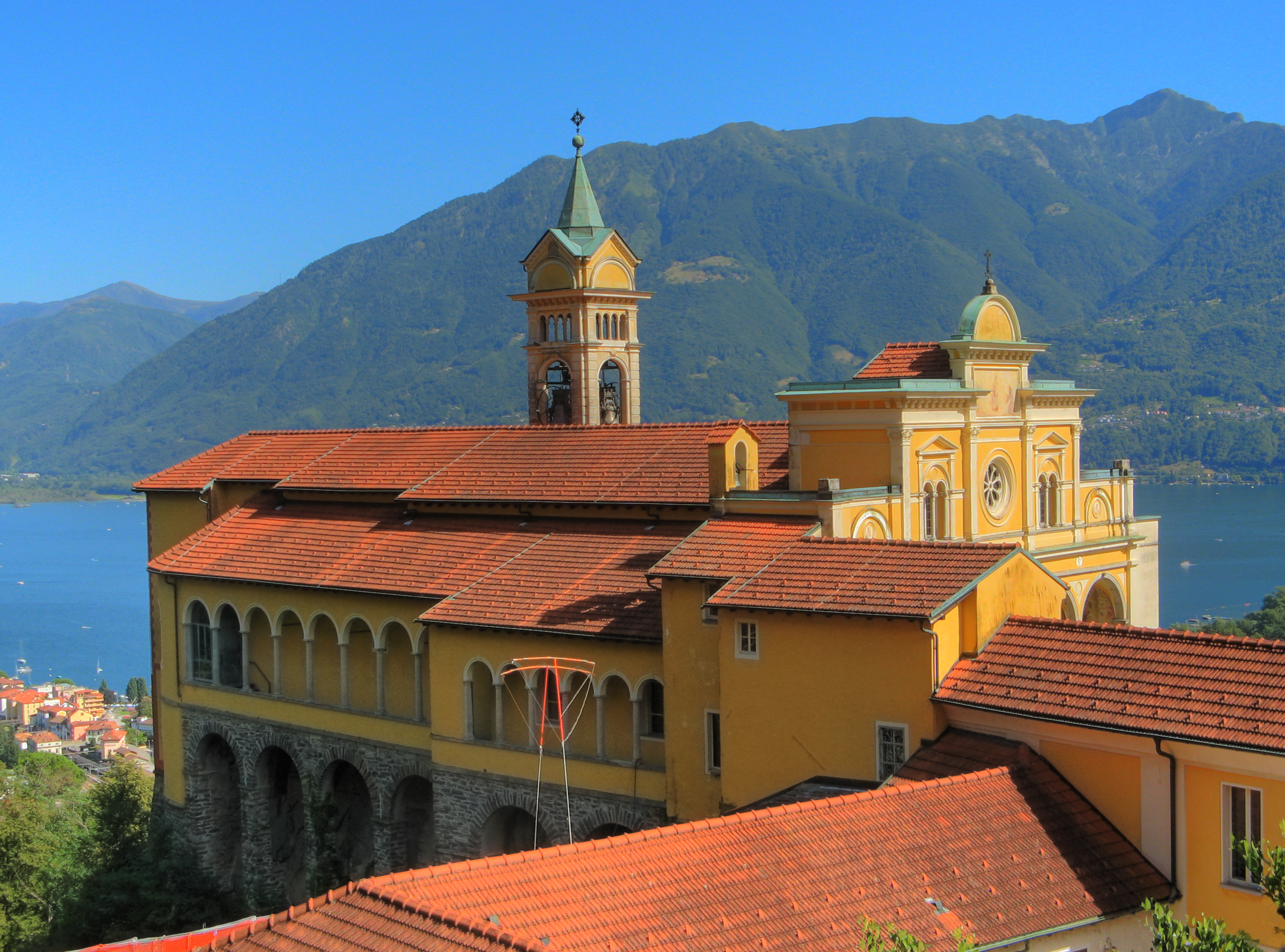
Madonna del Sasso

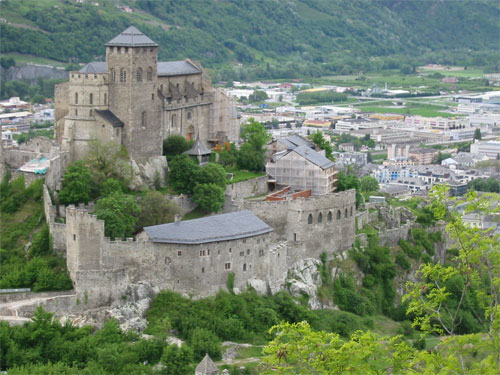
Notre-Dame de Valère

(12 Basilicae minores)
| Ort                   | Name der Basilika                        | Bistum/Territorialabtei            | Jahr der Ernennung |
| --------------------- | ---------------------------------------- | ---------------------------------- | ------------------ |
| Bern                  | Hl. Dreifaltigkeit                       | Bistum Basel                       | 1956               |
| Freiburg im Üechtland | Notre-Dame                               | Bistum Lausanne, Genf und Freiburg | 1932               |
| Genf                  | Notre-Dame de Genève                     | Bistum Lausanne, Genf und Freiburg | 1954               |
| Lausanne              | Notre-Dame du Valentin                   | Bistum Lausanne, Genf und Freiburg | 1992               |
| Locarno               | Madonna del Sasso                        | Bistum Lugano                      | 1918               |
| Lugano                | Sacro Cuore (Herz Jesu)                  | Bistum Lugano                      | 1952               |
| Kreuzlingen           | St. Ulrich und St. Afra                  | Bistum Basel                       | 1967               |
| Metzerlen             | Mariastein                               | Bistum Basel                       | 1926               |
| Morbio Inferiore      | Madonna dei Miracoli                     | Bistum Lugano                      | 1990               |
| Neuenburg             | Unsere Liebe Frau Aufnahme in den Himmel | Bistum Lausanne, Genf und Freiburg | 2007               |
| Saint-Maurice         | Abtei Saint-Maurice                      | Territorialabtei Saint-Maurice     | 1948               |
| Sitten                | Notre-Dame de Valère                     | Bistum Sitten                      | 1987               |

## Luxemburg

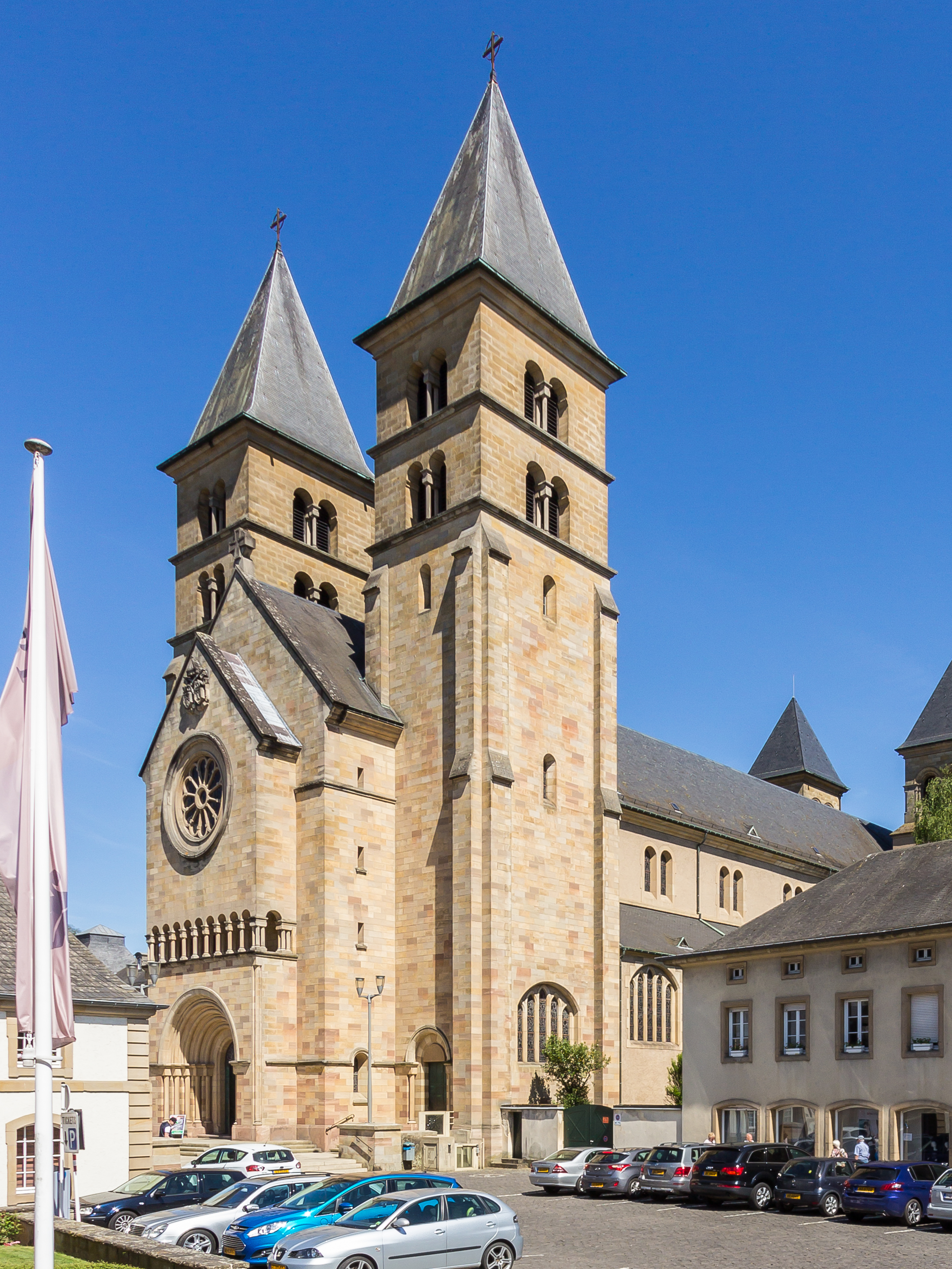
Klosterkirche Echternach

(1 Basilica minor)
| Ort        | Name der Basilika       | Erzbistum           | Jahr der Ernennung |
| ---------- | ----------------------- | ------------------- | ------------------ |
| Echternach | Basilika St. Willibrord | Erzbistum Luxemburg | 1939               |

## Elsass und Ostlothringen
(6 Basilicae minores)
| Ort                    | Name der Basilika                     | Erz-/Bistum         | Jahr der Ernennung             |
| ---------------------- | ------------------------------------- | ------------------- | ------------------------------ |
| Marienthal bei Hagenau | Basilika Unserer Lieben Frau          | Erzbistum Straßburg | 1892 (erste deutsche Basilika) |
| Lutterbach             | Herz-Jesu-Basilika                    | Erzbistum Straßburg | 1922                           |
| Jungholz               | Unsere Liebe Frau von Thierenbach     | Erzbistum Straßburg | 1936                           |
| Ottrott                | Unsere Liebe Frau vom Odilienberg     | Erzbistum Straßburg | 2006                           |
| Sankt Avold            | Unsere Liebe Frau von der Guten Hilfe | Bistum Metz         | 1932                           |
| Metz                   | St. Vinzenz                           | Bistum Metz         | 1933 ca. 1980 profaniert       |

## Südtirol

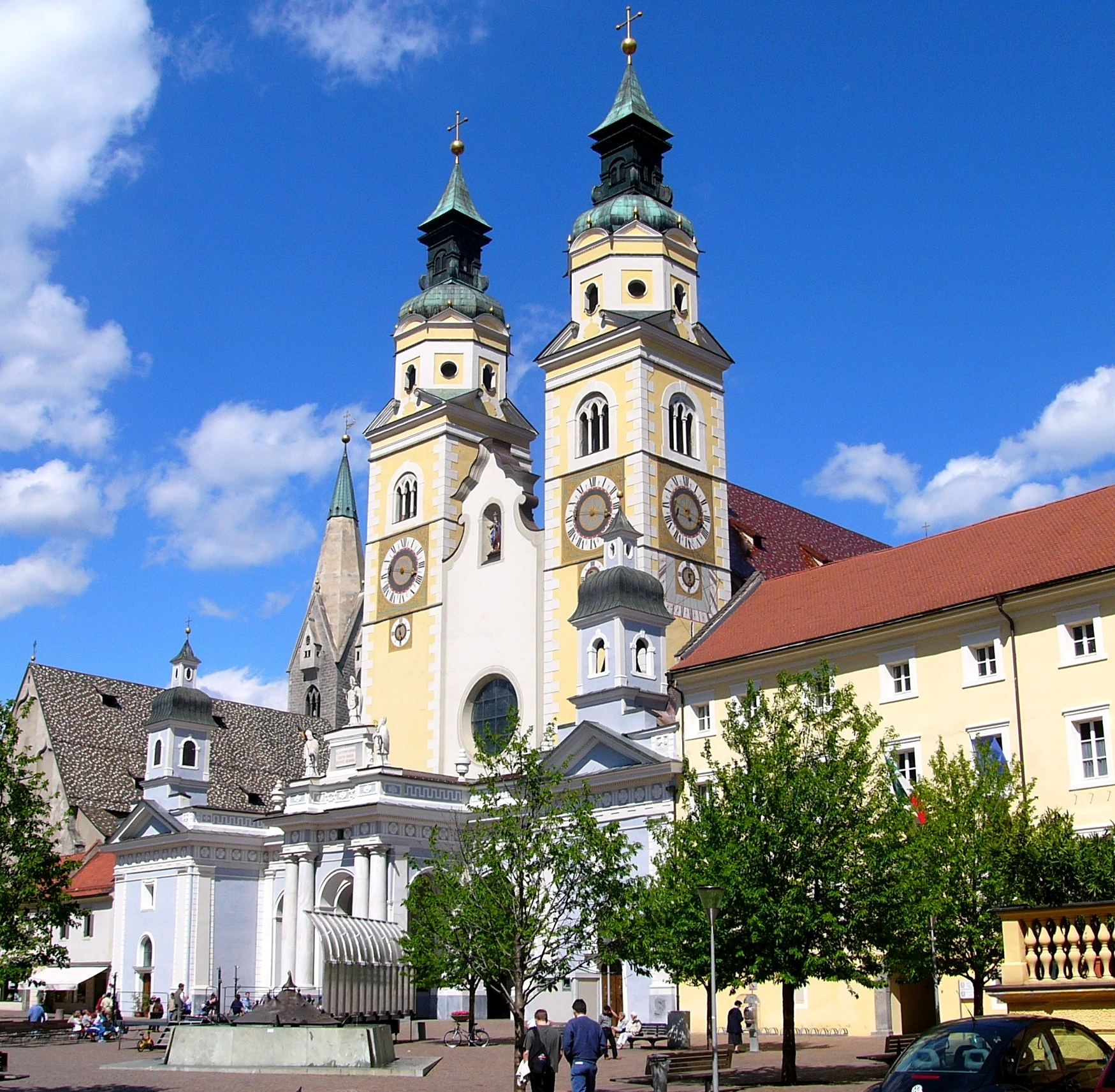
Kathedrale Mariä Himmelfahrt in Brixen

(4 Basilicae minores)
| Ort               | Name der Basilika            | Bistum              | Jahr der Ernennung |
| ----------------- | ---------------------------- | ------------------- | ------------------ |
| Brixen            | Kathedrale Mariä Himmelfahrt | Bistum Bozen-Brixen | 1950               |
| Neustift          | Abtei Mariä Himmelfahrt      | Bistum Bozen-Brixen | 1956               |
| Marienberg        | Abtei Mariä Himmelfahrt      | Bistum Bozen-Brixen | 1963               |
| Maria Weißenstein | Basilika Schmerzhafte Mutter | Bistum Bozen-Brixen | 1985               |

## Ehemalige deutsche Ostgebiete
Sechs Basiliken (Basilicae minores), die in der Freien Stadt Danzig sowie in den Provinzen Ostpreußen und Schlesien des Deutschen Reiches bis 1945 entstanden sind.

### Freie Stadt Danzig
| Ort    | Name der Basilika | Erzbistum        | Jahr der Ernennung |
| ------ | ----------------- | ---------------- | ------------------ |
| Danzig | Nikolaikirche     | Erzbistum Danzig | 1928               |

### Provinz Ostpreußen
| Ort        | Name der Basilika | Erzbistum         | Jahr der Ernennung |
| ---------- | ----------------- | ----------------- | ------------------ |
| Frauenburg | Dom               | Erzbistum Ermland | 1935               |

### Provinz Schlesien
| Ort       | Name der Basilika                                   | Erz-/Bistum       | Jahr der Ernennung |
| --------- | --------------------------------------------------- | ----------------- | ------------------ |
| Breslau   | Kathedrale St. Johannes des Täufers (Breslauer Dom) | Erzbistum Breslau | 1907               |
| Oppeln    | Kathedrale zum Heiligen Kreuz                       | Bistum Oppeln     | 1934               |
| Albendorf | Basilika der Heimsuchung der Jungfrau Maria         | Erzbistum Breslau | 1935               |
| Trebnitz  | Basilika St. Hedwig (St. Bartholomäus)              | Erzbistum Breslau | 1943               |